# Titanogrypa rubrigaster
Titanogrypa rubrigaster är en tvåvingeart som beskrevs av Carroll William Dodge 1965. Titanogrypa rubrigaster ingår i släktet Titanogrypa och familjen köttflugor.
Artens utbredningsområde är Bahamas. Inga underarter finns listade i Catalogue of Life.